# Wulfbachquellhöhle
Die Wulfbachquellhöhle ist eine aktive Wasserhöhle bei Mühlheim an der Donau in Baden-Württemberg. Sie ist mit vermessenen 6699 Metern (März 2025) die zweitlängste Höhle der Schwäbischen Alb nach dem Blauhöhlensystem. Seit 1991 wird die Höhle von der Höhlenforschungsgruppe Ostalb-Kirchheim (HFGOK) erforscht.

## Höhle
Die Höhle ist eine typische Bach- oder Flusshöhle. Das Höhlensystem erstreckt sich von der Wulfbachquelle aus unterhalb der Gemeinde Kolbingen nach Norden. Die Höhle besitzt auf den ersten 1000 Metern bis zur Pausenhalle mehrere als Siphon bezeichnete Tauchstrecken mit einer Gesamtlänge von 560 Metern, welche nur von erfahrenen Höhlentauchern befahren werden können. Anschließend kommen Bachstrecken in einem etwa 5 mal 4 Meter großen Gang nach Norden, die immer wieder, durch teilweise riesige Versturzhallen, unterbrochen werden. Bei 2910 Metern befindet sich der „Wuba“ genannte größte Hohlraum der Höhle mit 38 Meter Höhe, 21 Meter Breite und 86 Meter Länge.

### Haupthöhle
Nach einer Kriechstrecke am Höhleneingang kommt ein Stollen, der zum ersten, 12 Meter langen, Siphon führt. Über einen Versturz mit Wasserfall geht es in die „Ammonitenhalle“, der der zweite, 39 Meter lange, Siphon mit einer Luftglocke folgt. Durch einen Kastengang wird der dritte, 130 Meter lange Siphon nach einem Rechtsknick erreicht, der in die „Mühlheimer Halle“ führt. Bei dieser handelt es sich um einen erweiterten Gang, der über Felsbrocken nach hinten ansteigt und an dessen Fuß der Mühlheimer Bach, tief eingegraben in eine Lehm-Kiesschicht, fließt. Am hinteren Ende geht es in den 42 Meter langen und sechs Meter tiefen vierten Siphon, der an einer Versturzfront endet. Das war lange Jahre das Ende der Höhle. Der weitere Weg führt über einen unter Wasser beginnenden vertikalen Durchstieg mit zwei Engstellen in eine luftgefüllte Kammer. An deren Ende beginnt der 240 Meter lange fünfte Siphon, der zur „Kolbinger Halle“ führt. Es folgt der sehr enge, 21 Meter lange sechste Siphon und der 27 Meter lange siebte, der in der „Zweistromhalle“ endet. Von hier führt der lehmige achte Siphon nach 30 Meter in einen Kastengang. Nach zwei weiteren Siphons wird die „Pausenhalle“ erreicht.

### Tierwelt
Seit 1905 sind Brunnenschnecken der Gattung (Bythiospeum) mit 1,8 bis 5,4 Millimeter hohen Gehäuse von der Wulfbachquellhöhle bekannt. Gehäuse und lebende Tiere wurden am Höhlenausgang aus dem Wasser gesiebt. Durch Tauchgänge der HFGOK wurden außerdem die Höhlenassel (Proasellus cavaticus) sowie der Strudelwurm (Dendrocoelum cavaticum) nachgewiesen. Die Brunnenschnecken sind überwiegend auf den sedimentbedeckten Felsblöcken im Bodenbereich bis zum vierten Siphon anzutreffen. An den mit Eisenmangan überkrusteten Kalksteinwänden oder an der Decke in diesem Bereich befinden sich nur wenige Tiere.

## Quelle
Der Höhleneingang bildet den Ursprung des Wulfbaches, dessen Quelle eine Schüttung von zehn bis 200 Litern pro Sekunde hat. Das Wasser hat ganzjährig eine Temperatur von 9 °C. Um die Dörfer Kolbingen und Renquishausen liegt das 24 Quadratkilometer große Einzugsgebiet der Quelle. Das Wasser des Wulfsbach wurde zur Trinkwasserversorgung von Mühlheim und Altstadt genutzt. Nach mehreren Typhuserkrankungen wurde die Quelle 1938 aufgegeben. In späteren Wasseranalysen wurden Nitrat, Nitrit und coliforme Bakterien festgestellt, die von einer Kläranlage auf der Hochfläche stammten. Seit der Anbindung der Kläranlage an das Kanalnetz im Jahr 2002 ist die Einleitung beendet.

## Forschungsgeschichte

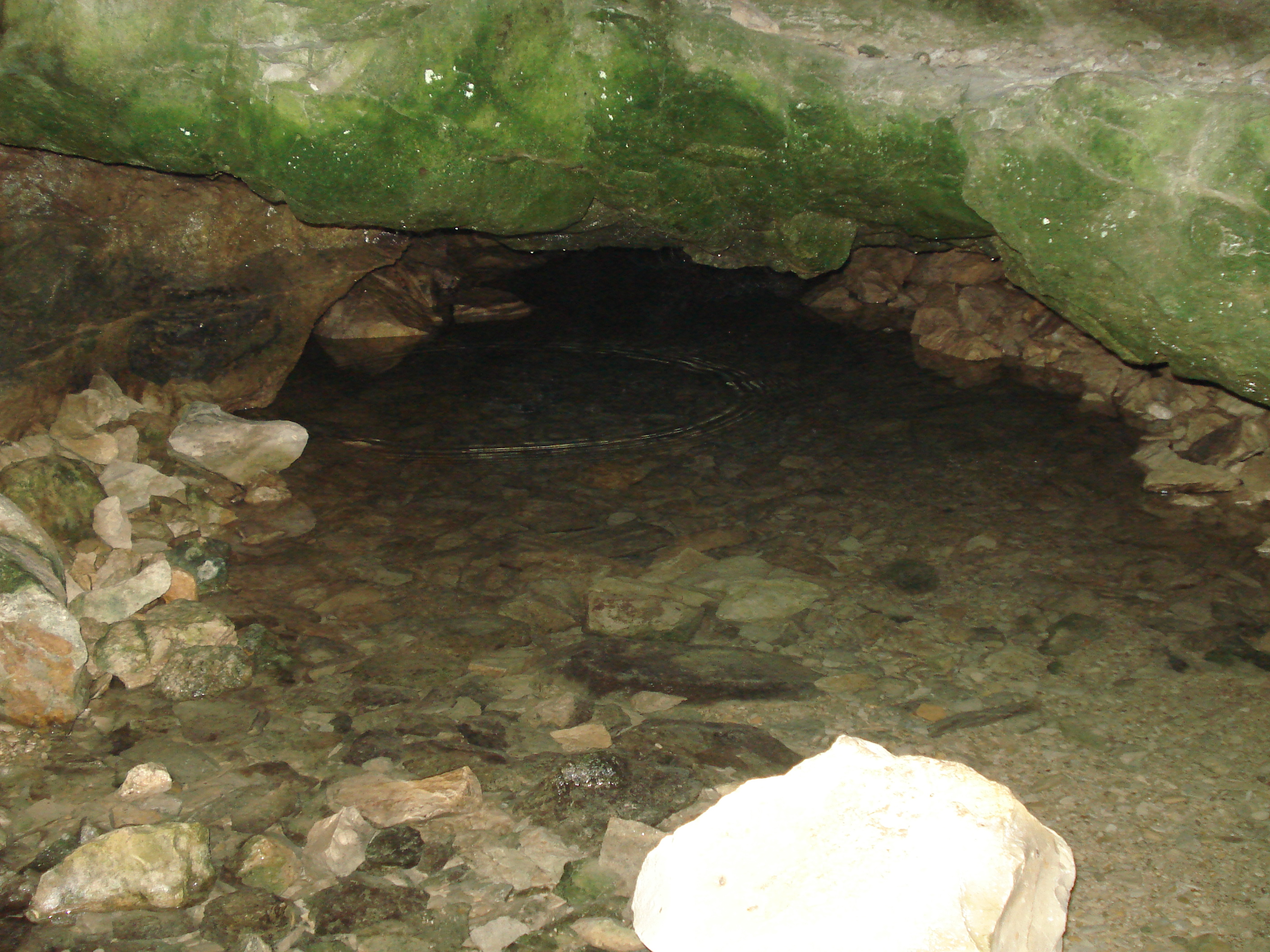
Der Wulfbach entfließt dem Eingangsportal der Höhle

Erstmals schriftlich erwähnt wurde die Höhle im Jahr 1879 in der Oberamtsbeschreibung. Es wird eine „mächtige Quelle in einer Felsgrotte“ erwähnt. Der Nürtinger Geologieprofessor Karl Löffler erkannte 1915 erstmals eine Höhle hinter dem Quellaustritt. 1957 untersuchten die Höhlenforscher Walter Eisele und Friedrich Bänisch den Quellaustritt und begannen im folgenden Jahr zu graben. 1959 starten sie die ersten Tauchversuche und sie konnten 20 Meter tief eindringen. In den Jahren 1961/62 erkundete Jochen Hasenmayer die Höhle 350 Meter bis zur „Mühlheimer Halle“. Zwischen 1984 und 1986 gelang es Axel Gnädiger eine Engstelle zu überwinden und die Höhle bis zum „Gnädinger-Versturz“ bei 1160 Meter zu erforschen. 1991 begannen Mitglieder der Höhlenforschungsgruppe Kirchheim sich der Höhle als Forschungsobjekt anzunehmen. Im Mai 1995 gelang Rainer Straub und Andreas Kücha der Durchbruch und der Durchstieg in die „Heuberghalle“. Im August 1997 waren mehr als sechs Kilometer Gänge dokumentiert. Im Jahr 2000 hat die Stadt Mühlheim nach einem tödlichen Unfall durch Erlass einer Polizeiverordnung das Tauchen in der Wulfbachquellhöhle verboten. Eine Ausnahmegenehmigung ist nur in Absprache mit der HFGOK möglich.

### Belege
1. ↑  Liste der längsten und tiefsten Höhlen Deutschlands – Arge Grabenstetten. In: arge-grabenstetten.de. Abgerufen am 15. März 2025.
2. 1 2 3  Brunnenschnecken aus Karstwasserhöhlen (DATZ 2005/4)
3. 1 2  Stadt Mühlheim an der Donau - Wulfbachquellhöhle (Memento des Originals vom 12. November 2015 im Internet Archive)  Info: Der Archivlink wurde automatisch eingesetzt und noch nicht geprüft. Bitte prüfe Original- und Archivlink gemäß Anleitung und entferne dann diesen Hinweis.
4. 1 2  HFGOK - Wulfbachquellhöhle (Mühlheim)